# 덧가자미근
덧가자미근(accessory soleus muscle)은 사람에서 드물게 존재하는 부속근육이다. 그러나 발목에서 나타나는 부속근육 중에서는 가장 흔하다.
덧가자미근은 가자미근의 앞면이나 정강뼈의 뒷면, 혹은 종아리뒤칸 깊은쪽 근육들의 뒷면에 닿는다. 발꿈치힘줄보다 앞쪽에 위치한다. 끝나는 지점은 발꿈치힘줄이나 발꿈치뼈의 앞면 또는 안쪽 면이다. 이때 근육성의 힘살이나, 별개의 힘줄로도 끝날 수 있다.
전체 인구의 3%에서 10% 정도에서 존재하며 대개 아킬레스건 안쪽에 별개의 힘살로 존재한다. 임상적으로 덧가자미근은 장기간 운동 시의 통증이나 부종과 관련될 수 있다.